# Рязановська сільська рада (Асекеєвський район)
Ряза́новська сільська рада (рос. Рязановский сельский совет) — сільське поселення у складі Асекеєвського району Оренбурзької області Росії.
Адміністративний центр — село Рязановка.

## Населення
Населення — 519 осіб (2019; 703 в 2010, 930 у 2002).

## Склад
До складу сільської ради входять:
| Населений пункт | Населення, осіб (2002) | Населення, осіб (2010) |
| --------------- | ---------------------- | ---------------------- |
| Горний, селище  | 2                      | 1                      |
| Рязановка, село | 928                    | 702                    |